# Deborah Barnes-Jones
Deborah Barnes-Jones (ur. 6 października 1956) – brytyjska dyplomatka, gubernator Montserratu od 10 maja 2004 do 6 lipca 2007, wcześniej m.in. od 2001 ambasador Wielkiej Brytanii w Gruzji.